# Костел Антонія Падуанського (Стара Котельня)
Костел Антонія Падуанського (Стара Котельня) — сакральна споруда кінця XVIII століття в стилі бароко Розташована в селі Стара Котельня, Андрушівський район, Житомирська область . Фундатор храму — Антоній Прушинський (Antoni Pruszyński).

## Опис колишнього костелу

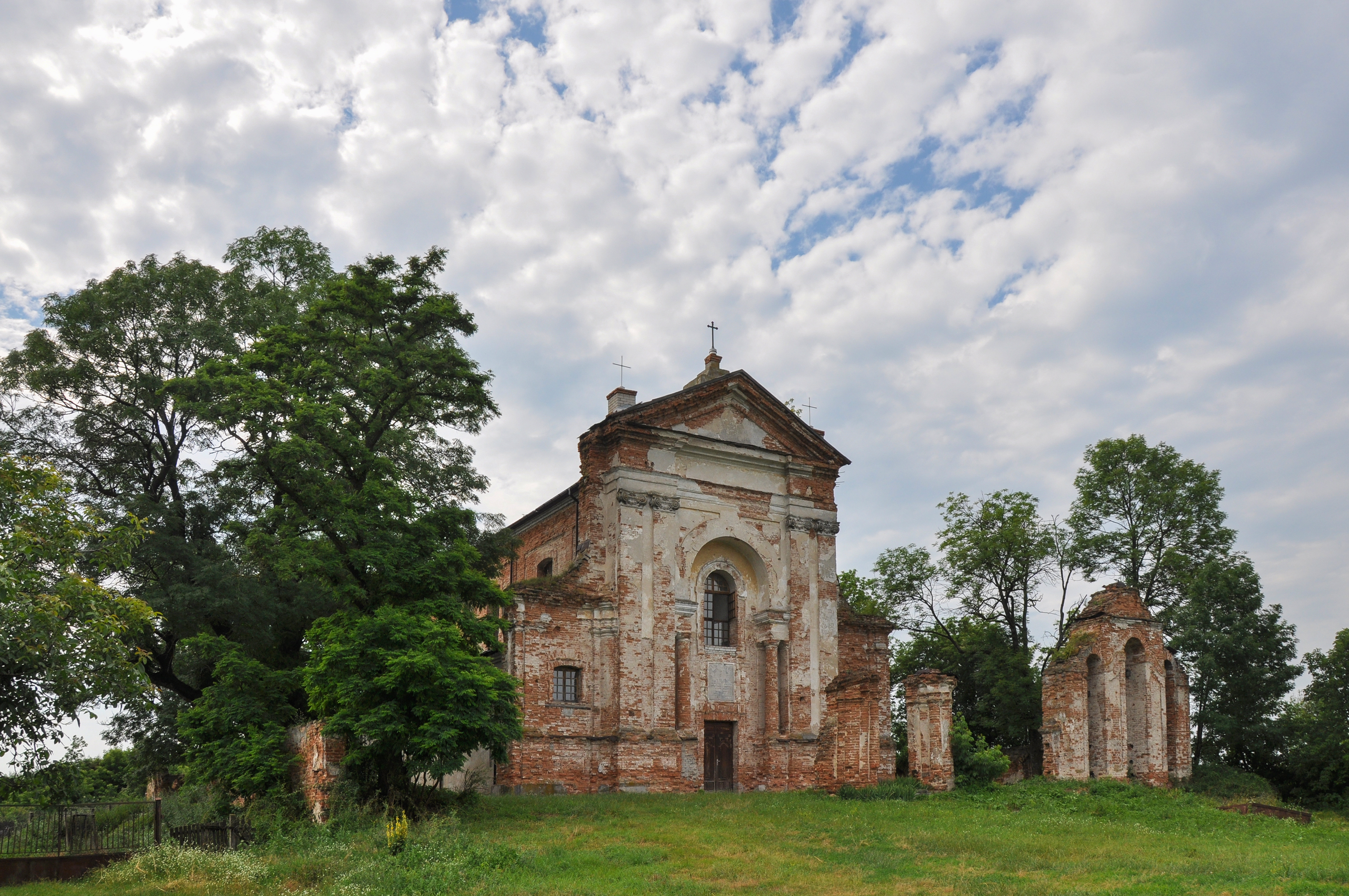

Костел у стилі бароко, вибудований з червоної цегли, потинькований. Кінець будівництва — 1786 року. Належить до типу тринавних, чотиристовпних базилік з гранчатим пресбітерієм и прямокутними захристіями, з гвинтовими дубовими сходами (аналогічні гвинтові сходи були розміщені по обидва боки головного входу и вели на хори). Центральна нава вища за бічні, склепіння — напівциркульні. На фасаді центральна нава прикрашена трикутним фронтоном, поєднаним волютами з бічними навами. Склепіння в бічних навах хрещаті. Архітектурний образ споруди справляє враження благородної пам'ятки архітектури високого мистецького щаблю, нечастого на теренах Житомирщини.
Фасади костелу прикрашені подвоєними пілястрами іонічного ордеру з гирляндами в капітелях. Фасад із заходу облямований аркою з тосканськими колонками. Костел мав цегляну огорожу з брамою та трипрохідною (триаркову) дзвіницею, поруйновані залишки якої без дзвонів збережені. Костел в Старій Котельні відомий метричними записами католиків навколишніх сіл Житомирщини. Сам костел розташований на пагорбі на території старовинного городища, яке височить над річкою Гуйвою. Збереглись також залишки валу, яким було оточене городище.